# Kotoki Zayasu
Kotoki Zayasu (11 de janeiro de 1990) é uma voleibolista profissional japonesa. 

## Carreira
Kotoki Zayasu representou a Seleção Japonesa de Voleibol Feminino nos Jogos Olímpicos de Verão no Rio de Janeiro, que foi quinta colocada.